# Mistrovství světa v rychlobruslení ve sprintu 2022
Mistrovství světa v rychlobruslení ve sprintu 2022 se konal ve dnech 3. až 5. března 2022 v rychlobruslařské hale Vikingskipet v norském Hamaru. Celkově se jednalo o 52. světový sprinterský šampionát, podruhé byl pořádán společně s Mistrovstvím světa ve víceboji. Premiérově byl na program zařazen závod v týmovém sprintu, který byl do roku 2020 součástí mistrovství světa na jednotlivých tratích.
Z předchozího šampionátu obhajovali sprinterské vícebojařské tituly Japonec Tacuja Šinhama a jeho krajanka Miho Takagiová. V Hamaru zvítězili Nizozemci Thomas Krol a Jutta Leerdamová. Čeští závodníci se šampionátu nezúčastnili.
| Program                                       | Program                                       | Program                               |
| --------------------------------------------- | --------------------------------------------- | ------------------------------------- |
| 3. března                                     | 4. března                                     | 5. března                             |
| 500 m ženy 500 m muži 1000 m ženy 1000 m muži | 500 m ženy 500 m muži 1000 m ženy 1000 m muži | týmový sprint ženy týmový sprint muži |

## Muži

### Sprinterský víceboj
| Pořadí           | Jméno                       | Země       | 500 m       | 1000 m        | 500 m       | 1000 m        | Počet bodů |
| ---------------- | --------------------------- | ---------- | ----------- | ------------- | ----------- | ------------- | ---------- |
| Zlatá medaile    | Thomas Krol                 | Nizozemsko | 35,10 (7.)  | 1:08,16 (1.)  | 35,27 (8.)  | 1:08,51 (1.)  | 138,705    |
| Stříbrná medaile | Håvard Holmefjord Lorentzen | Norsko     | 35,24 (9.)  | 1:08,82 (2.)  | 35,30 (9.)  | 1:08,85 (2.)  | 139,375    |
| Bronzová medaile | Jordan Stolz                | USA        | 35,06 (6.)  | 1:09,52 (5.)  | 35,06 (5.)  | 1:09,21 (3.)  | 139,485    |
| 4.               | Piotr Michalski             | Polsko     | 34,79 (3.)  | 1:10,35 (11.) | 34,89 (3.)  | 1:10,05 (11.) | 139,880    |
| 5.               | Bjørn Magnussen             | Norsko     | 35,12 (8.)  | 1:10,53 (15.) | 34,96 (4.)  | 1:09,91 (9.)  | 140,300    |
| 6.               | David Bosa                  | Itálie     | 35,35 (13.) | 1:10,06 (9.)  | 35,41 (11.) | 1:09,42 (4.)  | 140,500    |
| 7.               | Wataru Morišige             | Japonsko   | 34,89 (5.)  | 1:11,96 (20.) | 34,77 (1.)  | 1:09,74 (5.)  | 140,510    |
| 8.               | Tijmen Snel                 | Nizozemsko | 35,46 (14.) | 1:09,80 (6.)  | 35,44 (12.) | 1:09,88 (8.)  | 140,740    |
| 9.               | Damian Żurek                | Polsko     | 35,29 (12.) | 1:10,37 (12.) | 35,39 (10.) | 1:09,81 (7.)  | 140,770    |
| 10.              | Henrik Fagerli Rukke        | Norsko     | 35,49 (15.) | 1:10,13 (10.) | 35,46 (13.) | 1:09,94 (10.) | 140,985    |
| 11.              | Nico Ihle                   | Německo    | 35,75 (19.) | 1:09,83 (7.)  | 35,63 (16.) | 1:09,77 (6.)  | 141,180    |
| 12.              | Austin Kleba                | USA        | 35,71 (17.) | 1:10,49 (14.) | 35,56 (15.) | 1:10,58 (12.) | 141,805    |
| 13.              | Jeffrey Rosanelli           | Itálie     | 35,27 (11.) | 1:11,36 (19.) | 35,24 (7.)  | 1:11,46 (16.) | 141,920    |
| 14.              | Moritz Klein                | Německo    | 35,80 (20.) | 1:10,76 (16.) | 35,50 (14.) | 1:10,62 (13.) | 141,990    |
| 15.              | Mirko Giacomo Nenzi         | Itálie     | 35,26 (10.) | 1:10,40 (13.) | 35,67 (17.) | 1:11,82 (17.) | 142,040    |
| 16.              | Hendrik Dombek              | Německo    | 35,74 (18.) | 1:10,98 (17.) | 35,81 (18.) | 1:10,79 (14.) | 142,435    |
| 17.              | Denis Kuzin                 | Kazachstán | 36,19 (21.) | 1:11,31 (18.) | 36,02 (20.) | 1:11,32 (15.) | 143,525    |
| 18.              | Kai Verbij                  | Nizozemsko | 34,83 (4.)  | 1:08,94 (4.)  | 35,07 (6.)  | —             | 138,830    |
| 19.              | Tacuja Šinhama              | Japonsko   | 34,71 (2.)  | 1:10,04 (8.)  | 34,88 (2.)  | —             | 139,765    |
| 20.              | Marek Kania                 | Polsko     | 35,66 (16.) | 1:12,85 (21.) | 35,81 (19.) | —             | 107,895    |
| 21.              | Laurent Dubreuil            | Kanada     | 34,58 (1.)  | 1:08,85 (3.)  | —           | —             | 69,005     |

### Týmový sprint
Závodu se zúčastnilo pět týmů.
| Pořadí           | Tým                                                                       | Čas     |
| ---------------- | ------------------------------------------------------------------------- | ------- |
| Zlatá medaile    | Norsko Bjørn Magnussen, Henrik Fagerli Rukke, Håvard Holmefjord Lorentzen | 1:20,01 |
| Stříbrná medaile | Polsko Marek Kania, Piotr Michalski, Damian Żurek                         | 1:20,80 |
| Bronzová medaile | Nizozemsko Merijn Scheperkamp, Kai Verbij, Thomas Krol                    | 1:20,81 |
| 4.               | Itálie Mirko Giacomo Nenzi, Jeffrey Rosanelli, David Bosa                 | 1:21,10 |
| 5.               | Německo Hendrik Dombek, Nico Ihle, Moritz Klein                           | 1:22,52 |

## Ženy

### Sprinterský víceboj
| Pořadí           | Jméno                     | Země               | 500 m       | 1000 m        | 500 m       | 1000 m        | Počet bodů |
| ---------------- | ------------------------- | ------------------ | ----------- | ------------- | ----------- | ------------- | ---------- |
| Zlatá medaile    | Jutta Leerdamová          | Nizozemsko         | 38,11 (5.)  | 1:14,88 (1.)  | 38,11 (4.)  | 1:14,96 (1.)  | 151,140    |
| Stříbrná medaile | Femke Koková              | Nizozemsko         | 37,78 (1.)  | 1:15,68 (2.)  | 37,93 (1.)  | 1:15,33 (2.)  | 151,215    |
| Bronzová medaile | Vanessa Herzogová         | Rakousko           | 37,93 (2.)  | 1:16,42 (4.)  | 38,05 (3.)  | 1:16,07 (3.)  | 152,225    |
| 4.               | Andżelika Wójciková       | Polsko             | 37,94 (3.)  | 1:16,98 (5.)  | 38,00 (2.)  | 1:17,81 (9.)  | 153,335    |
| 5.               | Kimi Goetzová             | USA                | 38,41 (8.)  | 1:15,89 (3.)  | 39,10 (11.) | 1:16,12 (4.)  | 153,515    |
| 6.               | Michelle de Jongová       | Nizozemsko         | 38,27 (6.)  | 1:17,95 (10.) | 38,20 (5.)  | 1:17,06 (5.)  | 153,975    |
| 7.               | Rio Jamadaová             | Japonsko           | 39,04 (11.) | 1:17,04 (6.)  | 39,27 (13.) | 1:17,35 (7.)  | 155,505    |
| 8.               | Karolina Bosieková        | Polsko             | 39,28 (16.) | 1:17,61 (8.)  | 39,06 (9.)  | 1:17,57 (8.)  | 155,930    |
| 9.               | Ellia Smedingová          | Spojené království | 39,27 (15.) | 1:17,78 (9.)  | 39,30 (14.) | 1:17,09 (6.)  | 156,005    |
| 10.              | Martine Ripsrudová        | Norsko             | 38,86 (10.) | 1:18,60 (12.) | 39,06 (9.)  | 1:17,97 (10.) | 156,205    |
| 11.              | Arisa Cudžimotová         | Japonsko           | 38,62 (9.)  | 1:19,45 (13.) | 39,00 (8.)  | 1:19,09 (12.) | 156,890    |
| 12.              | Maddison Pearmanová       | Kanada             | 40,08 (17.) | 1:18,10 (11.) | 39,75 (17.) | 1:18,10 (11.) | 157,930    |
| 13.              | Maki Cudžiová             | Japonsko           | 39,04 (11.) | 1:20,44 (15.) | 39,25 (12.) | 1:20,08 (13.) | 158,550    |
| 14.              | Julie Nistad Samsonsenová | Norsko             | 39,17 (13.) | 1:20,23 (14.) | 39,50 (15.) | 1:20,12 (14.) | 158,845    |
| 15.              | Brooklyn McDougallová     | Kanada             | 39,19 (14.) | 1:21,59 (16.) | 39,74 (16.) | 1:23,21 (15.) | 161,330    |
| 16.              | Kaja Ziomeková            | Polsko             | 37,94 (3.)  | 1:17,53 (7.)  | 38,50 (7.)  | DNS           | 115,205    |
| 17.              | Jekatěrina Ajdovová       | Kazachstán         | 38,40 (7.)  | DSQ           | —           | —             | 38,400     |

### Týmový sprint
Závodu se zúčastnily tři týmy.
| Pořadí           | Tým                                                                   | Čas     |
| ---------------- | --------------------------------------------------------------------- | ------- |
| Zlatá medaile    | Nizozemsko Dione Voskampová, Jutta Leerdamová, Femke Koková           | 1:27,42 |
| Stříbrná medaile | Polsko Andżelika Wójciková, Kaja Ziomeková, Karolina Bosieková        | 1:29,09 |
| Bronzová medaile | Norsko Julie Nistad Samsonsenová, Martine Ripsrudová, Marte Furnéeová | 1:34,92 |